# Sally De Kunst

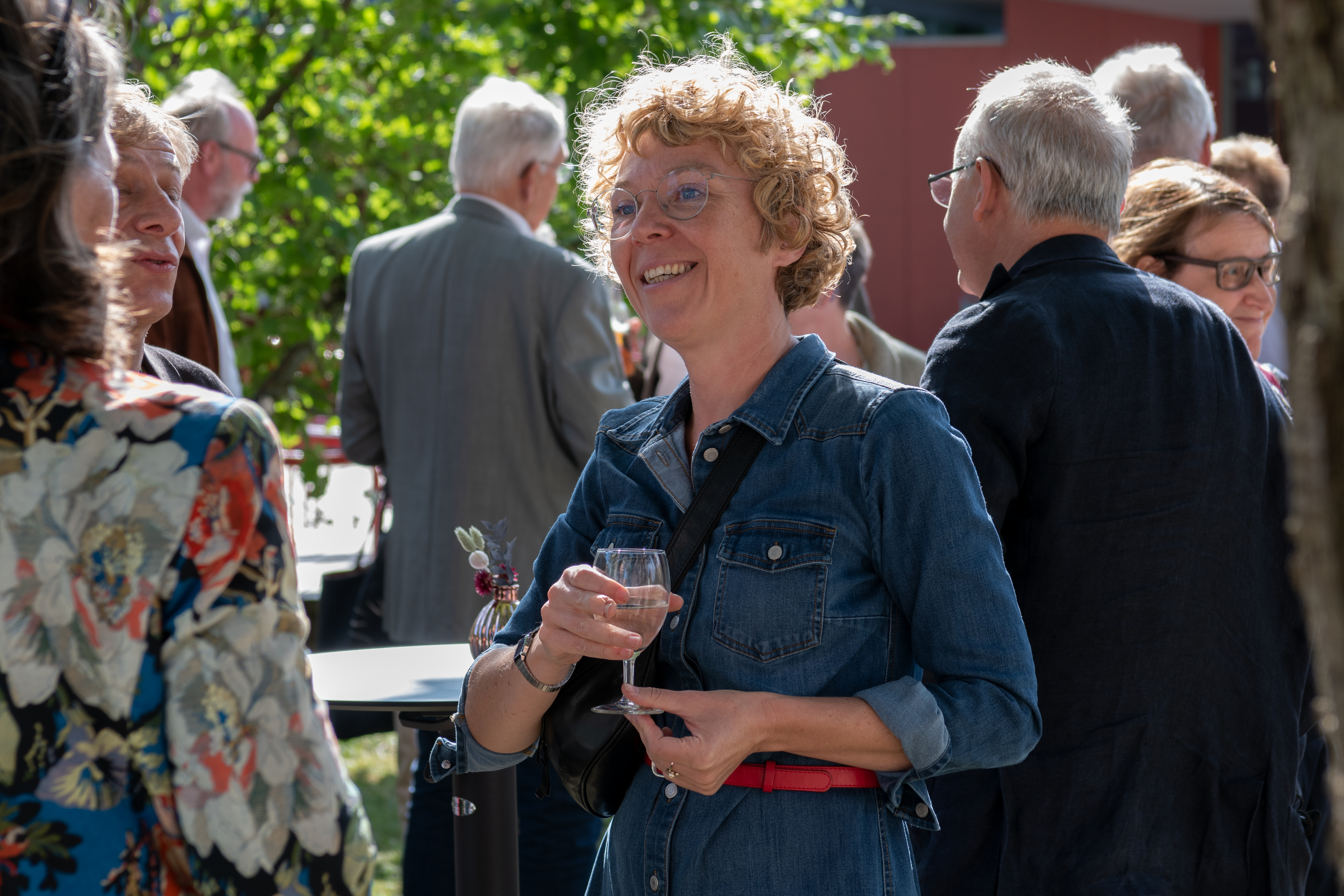
Sally De Kunst (2021)

Sally De Kunst (* 1974) ist eine belgische Kulturmanagerin und Kuratorin. Sie ist Geschäftsführerin des Museumsquartier Bern.

## Biographie
Nach einem Bachelor in Grafikdesign an der Kunsthochschule St. Lukas in Brüssel, einem Bachelor in Kunstwissenschaften an der Universität Gent und einem Master in Theaterwissenschaften an der Universität Gent und an der Universität Glasgow arbeitete Sally De Kunst von 2000 bis 2003 als Tanz-, Theater- und Filmkritikerin für die belgische Zeitung De Morgen.
Anschließend war sie als Programmateurin für diverse Festivals und Kunstzentren in Europa und Asien tätig und leitete von 2007 bis 2013 das Belluard Bollwerk International, ein Schweizer Kunstfestival in Freiburg. Von 2014 bis 2019 war sie die Leiterin der Arc artist residency, eine Institution des Schweizer Migros-Kulturprozents in Romainmôtier.
Seit dem 1. Juli 2021 ist Sally De Kunst die Geschäftsführerin des Museumsquartiers in Bern.